# Державні селяни
Державні селяни — велика станова група селян в Російській імперії, в тому числі і на українських землях, у XVIII—XIX століттях, які користувалися казенною землею і були феодально залежні від держави, вважаючись проте особисто вільними. Одним із різновидів державних селян були економічні селяни.

## Історія походження стану державних селян
У стан державних селян, який утворився на початку XVIII століття, зазвичай потрапляли (записувалися) російські переселенці й інородці на колонізованих землях Півночі європейської частини Росії, Поволжя, Уралу та Сибіру, зокрема, чорносошні селяни і половники Помор'я, незакріпачене землеробське населення Поволжя і Приуралля (в тому числі представники угрофінів і тюрків), сибірські пашенні люди, однодвірці тощо.
Значну кількість державних селян по всій Російській імперії складали колишні кріпаки секуляризованих церковних маєтків, і їх кількість постійно зростала через обмеження церковних наділів. На середину XIX століття (1858 рік), тобто напередодні скасування кріпацтва, питома вага державних селян європейської частини Російської імперії становила понад 50% усього селянства.

## Державні селяни на українських землях і їхнє правове становище
В Україні на російському Лівобережжі у 1-й половині XVIII століття державними селянами ставали посполиті селяни військових маєтностей. Особливо кількість державних селян серед українців зросла наприкінці XVIII — на початку XIX століття. В першу чергу, через зруйнування Катериною II Запорозької січі у 1775 році, коли державними селянами стали українські козаки. Крім того, після поділів Речі Посполитої (і пізніших невдоволень поляків у Російській імперії, зокрема, Польського повстання 1830—1831 років), у державні селяни була записана значна кількість колишніх кріпаків польських поміщиків. А в результаті успішних для Росії російсько-турецьких війн на землі Північного Причорномор'я (т. зв. Новоросія) значно підсилився міграційний рух, і ці переселенці також ставали державними селянами.
Становище державних селян Півночі Росії, а також Поволжя, Приуралля і Сибіру значно відрізнялось від становища українських державних селян. Якщо перші переважно перебували на оброчному положенні, тобто платили різні податки грошима і натурою, а також відбували підводну, шляхову та інші повинності, то селяни півдня  європейської частини імперії за правовим і майновим статусом мало відрізнялися від кріпаків — крім того, що вони платили чинш і натуральні податки, вони також відбували панщину. Механізм покріпачення начебто вільних українських державних селян був таким — вони здавались царським урядом в оренду поміщикам. Крім того, за податки (для їх сплати) урізалися земельні наділи державних селян, наслідком чого на середину XIX століття серед українського селянства значним було безземелля. Крім передачі в оренду, практикувалися і продажі державних селян поміщикам (переведення в кріпаки), особливо в перші десятиліття після зруйнування Січі. Так, за російського царя Павла I було покріпачено принаймні 150 тис. українських селян. А під час правління Миколи I 300 тис. державних селян було перетворено на удільних селян. Також державні селяни, як і решта, потерпали від рекрутської повинності. Окрім перетворення на удільних селян, державні згодом могли потрапляти також і у військові поселенці.

## Державні селяни у 1830—1860 роки
Зростання податкових недоїмок, особливо з українських губерній, і ряд заколотів та бунтів державних селян, переважно в центральних губерніях Росії, змусили царський уряд провести реформу управління державних селян.
Зокрема, протягом 1837—41 років було реорганізовано управління державними маєтностями: створені міністерство державних маєтностей, губернські палати державних маєтностей, штат окружних начальників, сільські і волосні управління, сільські і волосні розправи (суди) тощо. Замість подушного окладу запроваджено оброк з земельної площі і з доходів від промислів. Державні селяни, які перебували на «господарському становищі», протягом 1839—59 років поступово переводились на оброк; запроваджувався рекрутський набір шляхом жеребкування, дещо була покращена переселенська справа. До того ж, в Україні були скасовані панщинні повинності й припинене здавання державних маєтностей в оренду приватним особам. В той же час розроблялась реформа зі скасування кріпацтва.

## Звільнення державних селян
В результаті проведення Селянської реформи 1861 року феодальну залежність було знято і з державних селян. У західних губерніях, в тому числі і на Правобережжі України указом від 16 серпня 1863 року державні селяни були переведені в розряд селян-власників і обкладені викупними платежами. Згідно з указом 1866 року, за всіма групами державних селян були закріплені за сплату чиншу в безстрокове користування земельні наділи. Переведення на викуп (строком на 44-49 років) земельних наділів державними селянами по всій імперії було тривалим процесом — на українських землях воно було скінчене в цілому на початок 1880-х років.